# Encyrtoscelio undecim
Encyrtoscelio undecim är en stekelart som beskrevs av Virgilio Caleca 1995. Encyrtoscelio undecim ingår i släktet Encyrtoscelio och familjen Scelionidae. Inga underarter finns listade i Catalogue of Life.